# John Arnot junior

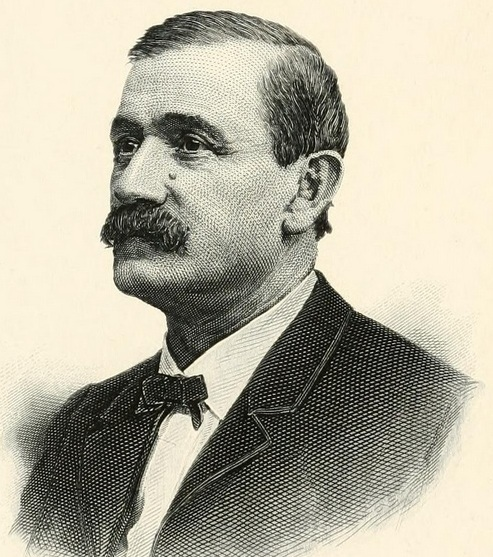
John Arnot

John Arnot Jr. (* 11. März 1831 in Elmira, New York; † 20. November 1886 ebenda) war ein US-amerikanischer Politiker. Zwischen 1883 und 1886 vertrat er den Bundesstaat New York im US-Repräsentantenhaus.

## Werdegang
John Arnot besuchte private Schulen in seiner Heimat. Er schrieb sich später am Yale College ein, verließ diese Anstalt aber vorzeitig und ohne Abschluss. Nach dem Tod seines Vaters stieg er in Elmira in das Bankgewerbe ein. Gleichzeitig schlug er als Mitglied der Demokratischen Partei eine politische Laufbahn ein. Zwischen 1859 und 1864 war er Ortsvorsteher von Elmira. Während des Bürgerkrieges war Arnot als Major in Elmira Zahlmeister der dort stationierten Unionstruppen. Nachdem Elmira offiziell zur Stadt erhoben worden war, wurde er in den Jahren 1864, 1870 und 1874 zum dortigen Bürgermeister gewählt.
Bei den Kongresswahlen des Jahres 1882 wurde Arnot im 29. Wahlbezirk von New York in das US-Repräsentantenhaus in Washington, D.C. gewählt, wo er am 4. März 1883 die Nachfolge des Republikaners David P. Richardson antrat. Nach einer Wiederwahl im 28. Distrikt seines Staates konnte er sein Mandat bis zu seinem Tod am 20. November 1886 ausüben.